# Ixcapuzalco, Ajuchitlán del Progreso
Ixcapuzalco är en ort i Mexiko.   Den ligger i kommunen Ajuchitlán del Progreso och delstaten Guerrero, i den södra delen av landet, 190 km sydväst om huvudstaden Mexico City. Ixcapuzalco ligger 296 meter över havet och antalet invånare är 197.
Terrängen runt Ixcapuzalco är kuperad norrut, men söderut är den platt. Runt Ixcapuzalco är det ganska glesbefolkat, med 21 invånare per kvadratkilometer. Närmaste större samhälle är Arcelia, 17,3 km nordost om Ixcapuzalco. Omgivningarna runt Ixcapuzalco är en mosaik av jordbruksmark och naturlig växtlighet.